# Chromosfera

Budowa Słońca, gwiazdy typu G:

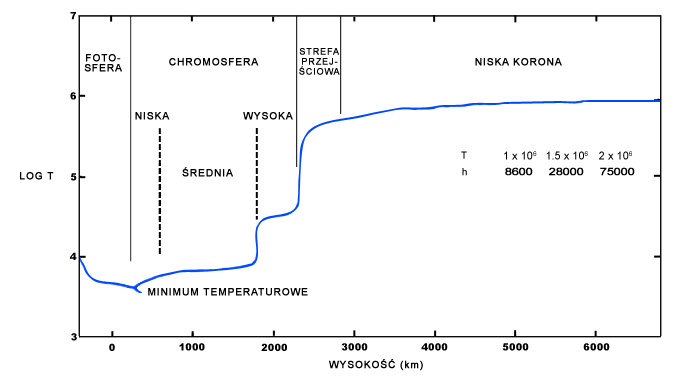
Zależność temperatury od wysokości w atmosferze słonecznej.

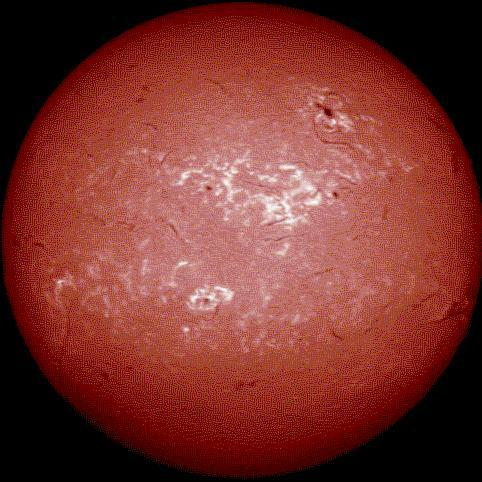
Słońce obserwowane przez teleskop z filtrem H-alpha

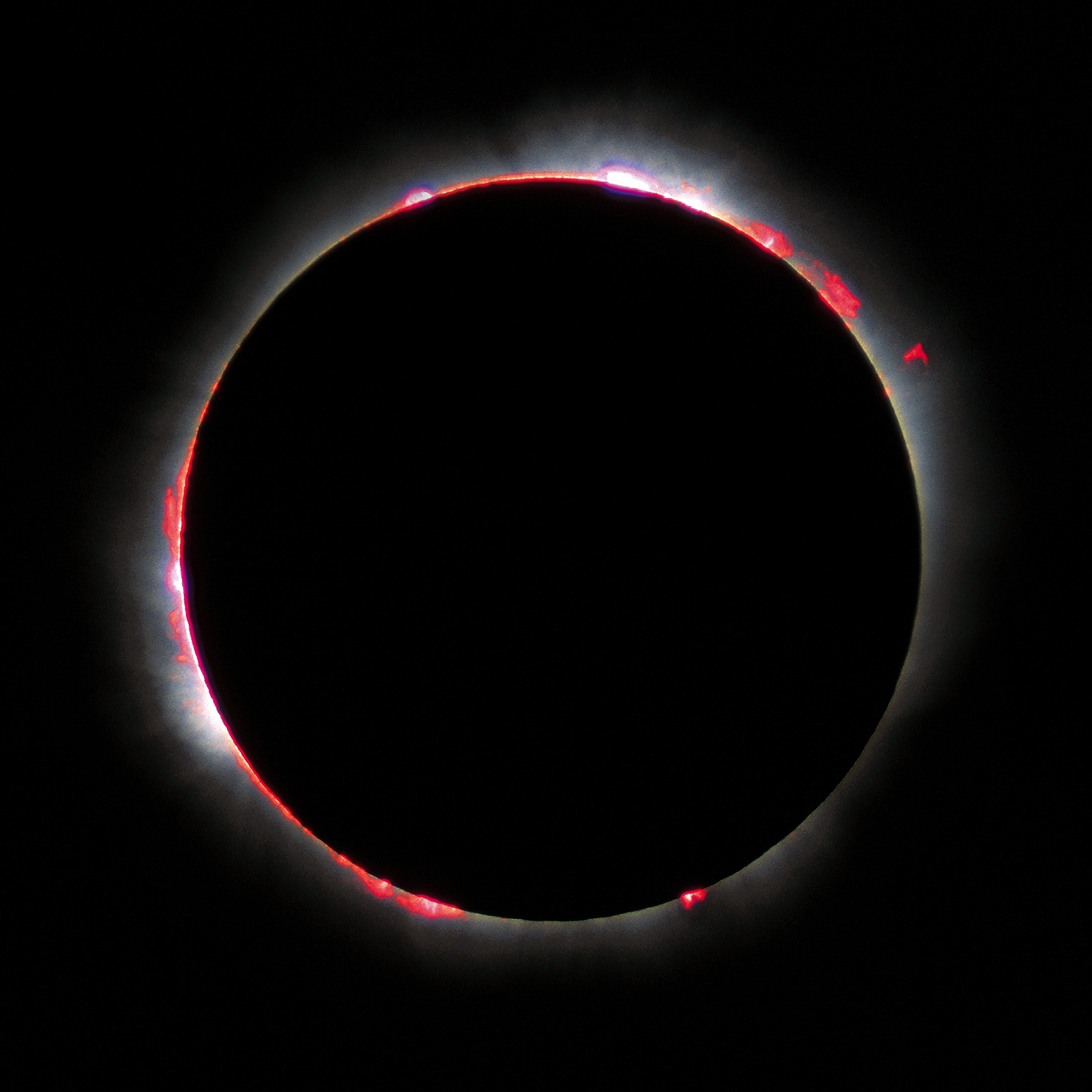
Chromosfera podczas całkowitego zaćmienia Słońca we Francji 11 sierpnia 1999

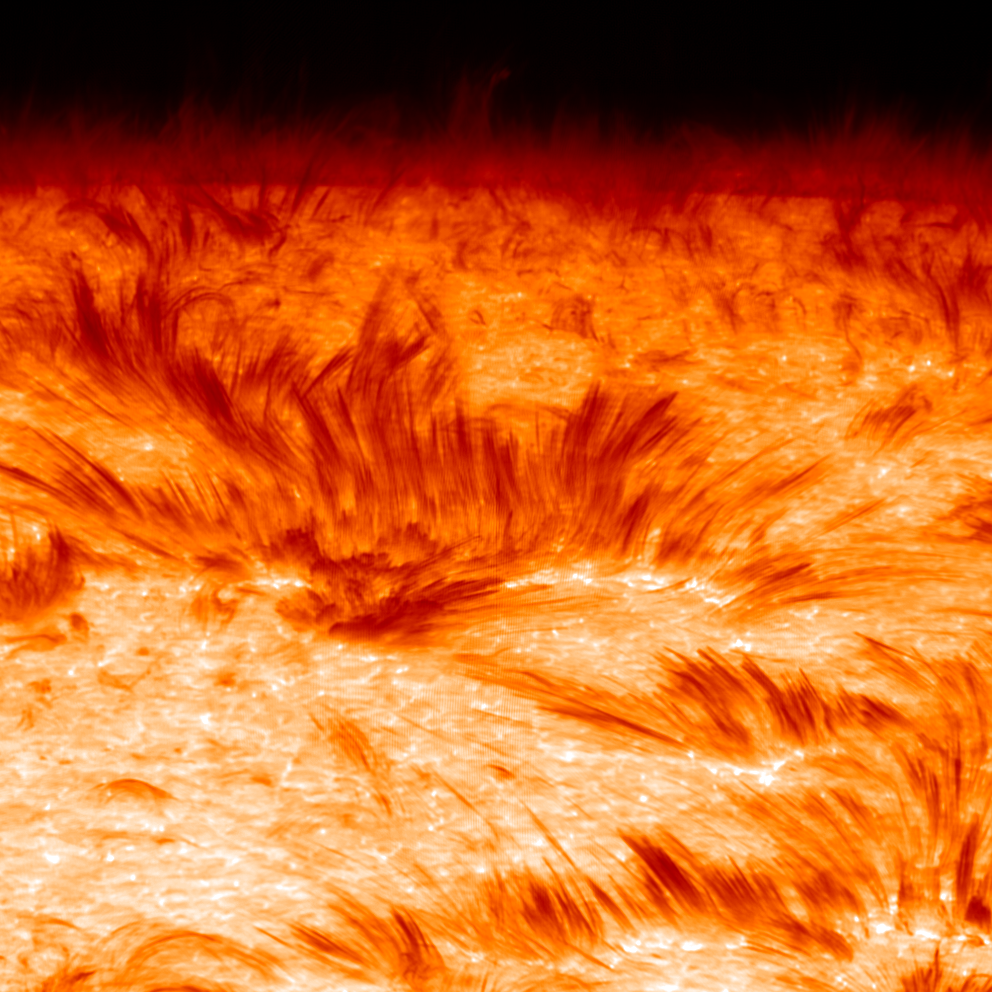
Spikule w chromosferze

Chromosfera (łac. chroma barwa + sfera) –  warstwa atmosfery słonecznej, znajdująca się pomiędzy fotosferą, a warstwa przejściową. Chromosferę charakteryzuje powolny wzrost temperatury od 4400 K do 25 000 K ze wzrostem wysokości ponad powierzchnię Słońca od 500 km do około 2000 km. Dolna granica chromosfery wyznaczona jest przez minimum temperatury w atmosferze Słońca (4400 K), które znajduje się około 500 km powyżej powierzchni Słońca.

## Struktury w chromosferze
Struktury chromosferyczne charakteryzują się zróżnicowaną wielkością oraz czasem istnienia. Struktury chromosferyczne uszeregowane od największych do najmniejszych wielkością:
- Siatka chromosferyczna - wielkoskalowa struktura obserwowana w Hα i CaII, widoczna na zdjęciach jako pojaśnienia przyjmujące postać siatki z komórkami o rozmiarze około 30000 km (30 Mm) i oplatającej Słońce. Rozmiar, czas istnienia oraz ewolucja komórek siatki chromosferycznej jest związana z wielkoskalową konwekcją materii pod fotosferą (supergranulacją)[2].
- protuberancje i wstęgi chromosferyczne
- spikule (bryzgi chromosferyczne)
- bomby Elermana[3]
- bomby IRIS[3]

Charakterystycznymi elementami chromosfery są cienkie twory w kształcie "palców" świecącego gazu, które przypominają źdźbła  pola ognistej trawy wyrastającej z fotosfery. Są to spikule (bryzgi chromosferyczne). Materia ta unosi się do szczytu chromosfery, a następnie po około 10 minutach opada na fotosferę.
Spikule nie są rozmieszczone w chromosferze przypadkowo, lecz gromadzą się na brzegach dużych komórek o rozmiarach około 30 000 km. Struktura tych komórek zwana jest siatką chromosferyczną.
W obszarach wzmożonej aktywności jasność chromosfery jest wyraźnie większa niż w obszarach spokojnych. Rozległe obszary jaśniejszej chromosfery zwane są polami pochodni.
Oprócz obszarów pojaśnionych w chromosferze obserwuje się długie ciemne włókna, które w istocie są protuberancjami spokojnymi widzianymi na tle tarczy Słońca.

## Wzrost temperatury w chromosferze
Zgodnie z drugą zasadą termodynamiki przekaz energii możliwy jest od ciała o wyższej temperaturze do ciała o temperaturze niższej. Zatem wzrost temperatury wraz z wysokością ponad powierzchnie Słońca sugeruje istnienie mechanizmów, które generują dodatkową energię w chromosferze (tzw. podgrzewanie chromosfery). Głównymi czynnikami odpowiedzialnymi wzrost temperatury w chromosferze są zjawiska magnetyczne (np.: rekoneksja magnetyczna) oraz fale akustyczne.

## Obserwacje
Obserwacje struktur chromosfery dokonuje się w szerokim zakresie widma od EUV do emisji radiowej.

### Wizualne
Chromosfera jest widoczna gołym okiem jedynie podczas całkowitych zaćmień Słońca. Zaraz po zakryciu fotosfery przez Księżyc widać cienką purpurową obwódkę otaczającą z jednej strony ciemny dysk Księżyca. Charakterystyczna barwa tej obwódki jest powodem, dla którego nazwano ja chromosferą. Wynika ona z silnej emisji w linii Hα (656,3 nm), która znajduje się w czerwonej części widma.

### Obserwacje satelitarne
Obserwację chromosfery prowadzi się z wykorzystaniem satelitów (satelita/instrument):
- SOHO/EIT
- STEREO
- SDO/AIA
- IRIS

## Linie chromosferyczne
Do obserwacji struktur w chromosferze stosuje się linie widmowe Hα; MgII; CaII; O I (110 nm);  He I( 50.4 nm))
Pomiar pola magnetycznego w chromosferze wykonuje się z użyciem metod polarymetrycznych linii: Hβ;  Na D; He I (1083)

## Chromosfery gwiazdowe
Badania chromosfer gwiazdowych prowadzi się używających tych samych linii widmowych jak w przypadku badań Słońca (zwłaszcza CaII oraz Hα).
Istnienie chromosfer na innych gwiazdach stwierdzono pośrednio poprzez obserwacje emisji z obszaru jąder linii absorpcyjnych, zarówno w optycznym, jak i ultrafioletowym zakresie widma. Chromosfery mają gwiazdy o typach widmowych "późniejszych" niż F0. Rejestrowana jest również zmienność fotometryczna związana z powstawaniem pól pochodni i cykle gwiazdowe o okresach kilku, kilkunastu lub nawet kilkudziesięciu lat.
Chromosfery mają także gwiazdy odewoluowane z konwektywnymi otoczkami, co wiadomo np. z badań nad asymetrią profili linii widmowych.